# Anisotoma humeralis
Espèce
Amphicyllis globus est une espèce d'insectes coléoptères de la famille des Leiodidae.

## Description
Leur taille varie entre 2,7 et 4 mm.

## Sous-espèce
Selon BioLib (22 août 2012) :
- Anisotoma humeralis corticina Trella, 1924

## Synonymie
Selon BioLib (22 août 2012) :
- Anisotoma graminis (Gistel, 1857)
- Leiodes armata Stephens, 1829
- Liodes graminis Gistel, 1857
- Sphaeridium humerale Fabricius, 1792
- Tetratoma clavipes Herbst, 1792
- Tetratoma humeralis Herbst, 1791

Selon INPN (22 août 2014) :
- Anisotoma corticina Trella, 1924
- Liodes humeralis Erichson, 1845
- Tetratoma globosa Herbst, 1792